# Jan de Keyser
Jan David de Keyser (* 29. August 1965 in Deinze) ist ein belgischer Banker, Geschäftsmann und Politiker der Christen-Democratisch en Vlaams (CD&V). Seit 2017 ist er Bürgermeister von Oostkamp.

## Übersicht der Karriere und politischen Ämter
- 1995–2007: CEO VRV (u. a. Holland Genetics Deutschland für Deutschland und Luxemburg)
- 2007–2010: Landwirtschaftsstrategie Manager Fortis, danach BNP Paribas
- 2007–2017: Schöffe von Oostkamp
- seit 2010: Direktor der landwirtschaftlichen Abteilung BNP Paribas.
- seit 2017: Bürgermeister von Oostkamp[1]